# Gynoplistia dilatata
Gynoplistia dilatata là một loài ruồi trong họ Limoniidae. Chúng phân bố ở miền Australasia.